# Bent (band)
Bent is een Britse band die elektronische muziek maakt en is opgericht in 1999.
De band bestaat uit Neil Tolliday en Simon Mills.
Ze werden bekend in 2000 met hun debuutalbum Programmed To Love.

## Discografie

### Studioalbums
- (2000) Programmed To Love
- (2003) The Everlasting Blink
- (2004) Ariels
- (2006) Intercept!
- (2009) Best of Bent
- (2013) From The Vaults 1998-2006

### Andere Projecten
- (2003) Fabriclive 11 (DJ Mix Album)
- (2005) Flavour Country EP
- (2005) Later (DJ Mix Album)